# Firmicus abnormis
Firmicus abnormis är en spindelart som först beskrevs av Roger de Lessert 1923.  Firmicus abnormis ingår i släktet Firmicus och familjen krabbspindlar. Inga underarter finns listade i Catalogue of Life.